# القادوس (البسيط)
بلدية القادوس أو (نقحرة: ألكادوثو) (بالإسبانية: Alcadozo) هي بلدية تقع في مقاطعة البسيط التابعة لمنطقة قشتالة والمنشف وسط إسبانيا.

## الديموغرافيا
بلغ عدد سكان بلدية القادوس 734 نسمة عام 2011 (وفقاً للمعهد الوطني الإسباني للإحصاء).
| 809 | 775 | 754 | 774 | 761 | 727 | 734 |